# Anua indistincta
Anua indistincta är en fjärilsart som beskrevs av Moore 1882. Anua indistincta ingår i släktet Anua och familjen nattflyn. Inga underarter finns listade i Catalogue of Life.